# 100
سنة 100 م (بالأرقام الرومانية: C) كانت سنة كبيسة تبدأ يوم الأربعاء (الرابط يظهر نموذج الجدول الزمني الكامل للسنة) من التقويم اليولياني. بدأت تسمية السنة ب100 منذ العصور الوسطى المبكرة، عندما أصبح تقويم أنو دوميني هو الأسلوب السائد في أوروبا لتسمية السنوات.

## أحداث
- انقراض الفيل القرطاجي.

## مواليد
- القديس جاستن
- بطليموس

## وفيات
- يوسيفوس فلافيوس
- أغريباس الثاني
- بليناس الحكيم
- يوحنا بن زبدي